# Sept Hommes et une garce
 (mai 2020).
Si vous disposez d'ouvrages ou d'articles de référence ou si vous connaissez des sites web de qualité traitant du thème abordé ici, merci de compléter l'article en donnant les références utiles à sa vérifiabilité et en les liant à la section « Notes et références ».
Pour plus de détails, voir Fiche technique et Distribution.
Sept Hommes et une garce est un film franco-italo-roumain de Bernard Borderie, sorti en 1967.
Le film relate les péripéties de deux capitaines de l'armée du général Bonaparte et d'une comtesse italienne, accompagnés de quelques soldats français, en pleine guerre contre les Autrichiens.

## Synopsis
1796, sous la  Première République, la France est gouvernée par le Directoire. En guerre contre l’Autriche, la France a confié pour la 1re campagne d’Italie (1796-1797), le commandement de ses armées au général Bonaparte. Il est le plus jeune des officiers et il est en train de devenir le plus célèbre général d’Europe. Après avoir franchi, avec toute son armée, le réputé col du Grand-Saint-Bernard, il a conquis toute la province du milanais et il est décidé à poursuivre les Autrichiens dans la plaine du Pô puis s’il le faut jusqu’à Vienne. S’adressant aux troupes françaises rassemblées autour de lui, Bonaparte leur dit : « Soldats, vous êtes nus, mal nourris ; le gouvernement vous doit beaucoup, il ne peut… ». Pendant ce temps, à proximité du rassemblement, les citoyens capitaines Dorgeval et Duprat, amis sincères mais rivaux en amour, se querellent à coups de poing pour des futilités, sourds aux paroles du général : « Soldats d’Italie, manqueriez-vous de courage… ». Le colonel Lafont est furieux de l’attitude de ses deux subordonnés qui ne montrent pas le bon exemple à son bataillon.
À l'approche des armées françaises, Carlotta, ravissante comtesse italienne, s'ennuie à mourir dans le château de son grand-père, si grand et si morne, pourtant elle refuse de fuir avec lui car elle en a assez de la présence des Autrichiens et elle attend avec une joie secrète l'arrivée des Français et cela en raison de leur réputation de galanterie. Le bataillon français entre dans le village, tandis que la population se sauve. Les belles paroles de Liberté de la République n’étant pas entendues, le général Lafont, se comportant en conquérant, ordonne à ses soldats de pénétrer dans les maisons pour en faire sortir les habitants de force.
De leur côté, Dorgeval et Duprat entrent à cheval dans la demeure seigneuriale presque abandonnée. Ils ne rencontrent que deux servantes. Les deux hommes leur déclarent « qu’elles sont à présent des femmes libres et assoiffées d’amour. Vive la République ! ». L'arrivée impromptue des deux capitaines donne évidemment des idées malicieuses à Carlotta. Bien décidée à mettre un terme définitif à sa solitude, la belle et audacieuse comtesse s'avère prête à tout pour garder les deux militaires français à ses côtés. Pour mieux parvenir à ses fins, Carlotta se déguise en troisième servante et, constatant qu’ils n'ont pas exactement le comportement romantique qu'elle attendait, leur fait boire du vin additionné d’un puissant somnifère ainsi qu’aux deux autres soldats venus aux nouvelles, Latouche et Franguignon. Séquestrés durant la nuit, les quatre compères se réveillent le lendemain pour apprendre que leur bataillon a poursuivi sa route et qu'ils risquent fort d'être portés déserteurs.
Ils contraignent alors Carlotta à prendre sa carriole et à les conduire vers l'armée française. En route après avoir recueillis trois autres soldats français égarés, Silvio, Cabrol et Pastagnac dit l’aristo, voilà les sept hommes caracolant entre lignes françaises et autrichiennes, se livrant à une bataille incessante avec la capricieuse et coquette Carlotta qui, prise en otage, ne cesse de s’amuser en cherchant à séduire chacun d’eux et de leur jouer quelques mauvais tours jusqu’au jour où les sept hommes, tombant aux mains autrichiennes, sont emprisonnés dans la forteresse de Cento d’où il est difficile de sortir, malgré toutes sortes de ruses. Alors lorsque Carlotta voit les sept prisonniers sur le point d'être fusillés, elle comprend qu'elle est allée trop loin, et s'ingénie, avec toutes les femmes de la région, à les libérer. Mais rejoindre le camp français n’est pas si simple surtout quand on est déserteur et que l’on se trouve coincé sous le stratégique pont Saint-Bernard au cœur du champ de bataille entre les belligérants.
Dorgeval et Duprat décident de se venger des fantaisies et plaisanteries à leurs dépens de la belle « garce ». Ils l'obligent à se baigner nue sous le pont vers lequel accourent les soldats autrichiens pour la voir de plus près, et ainsi donner le temps aux soldats français de neutraliser les canons ennemis et de s'emparer de la poudre pour faire sauter le pont, évitant ainsi que le bataillon français tombe dans une périlleuse embuscade. Dès lors plus rien n’arrête les deux capitaines qui prennent, au détriment du colonel Lafont totalement dépassé par la tournure des opérations, le commandement de la contre-attaque victorieuse semant la déroute dans les rangs autrichiens.
Un tel succès mérite des récompenses : pour Duprat, l’amour de Carlotta et pour Dorgeval, le plus ancien en grades, la gloire militaire pour la suite des combats car si les Français ont gagné une bataille, la guerre continue. Bataillon, en avant pour Montenotte et Marengo !

## Fiche technique
- Titre original : Sept hommes et une garce
- Autres titres[6] :
  - Sieben Männer und eine Frau (Allemagne de l'ouest)
  - 7 Mann und ein Luder (Autriche)
  - La Primula Rosa (Italie)
  - 7 Homens e Uma Mulher (Portugal)
  - Șapte băieți și o ștrengăriță (Roumanie)
  - Seven Guys and one slut (Royaume-Uni)
  - Seven Guys and a Gal (USA)
- Réalisation : Bernard Borderie, assisté de Tony Aboyantz et Edith Mandel
- Scénario : Mireille de Tissot
- Adaptation : Mireille de Tissot, Bernard Borderie, Gérald Devriès
- Dialogues : Cécil Saint-Laurent
- Scripte : Lily Hargous
- Musique : Paul Misraki
- Décors : Robert Giordani
- Costumes : Nelly Merola
- Photographie : Henri Persin
- Cadreur : Gilles Bonneau
- Son : Georges Mardiguian
- Montage : Boris Lewin
- Maquillage : Billy Bonnard
- Combats réglés par Henri Guégan de l'équipe Claude Carliez
- Production : Henry Deutschmeister, Hélène Dassonville, Pierre Cabaud, Robert Haggiag
- Sociétés de production :
  -  Pathé Cinéma
  -  Dear Film Produzione, Romana Film
  -  Studioul Cinematografic Bucuresti
- Société de distribution : Pathé Consortium Cinéma
- Pays de production :
  -  France
  -  Italie
  -  Roumanie
- Langue originale : français
- Format : couleur (Eastmancolor) — 35 mm — 2,35:1 (Techniscope) — son Mono
- Genre : film d'aventure
- Durée : 90 minutes
- Dates de tournage en Roumanie : du 4 juillet au 15 septembre 1966
- Dates de sortie : 
  - France : 1er mars 1967
  - Roumanie : 26 juin 1967
- Affiche : Jean Mascii (France)

## Distribution
- Marilù Tolo (Voix doublée par : Régine Blaess) : Carlotta
- Jean Marais : le capitaine Dorgeval
- Sydney Chaplin : le capitaine Duprat
- Guy Bedos : le sergent Latouche
- Florin Piersic : le capitaine Franguignon
- Serge Ayala : le soldat Cabrol
- Șerban Cantacuzino : Silvio, le tambour du bataillon, un égaré
- Jean Lorin Florescu : Pastagnac, dit l'aristo, un soldat français égaré
- Philippe Lemaire : le colonel Lafont
- Joëlle Bernard : la cantinière
- Sylvie Bréal : Monica, la servante de Carlotta’s
- Aimée Iacobescu : Livia, la servante
- Ettore Manni : le capitaine autrichien von Stitz
- Dem Rădulescu : le colonel autrichien von Schlering
- Guy Delorme
- Henri Guégan : un soldat autrichien
- Marcel Gallon
- Franz Kaller
- Jack Lenoir
- Nucu Paunescu : l'aubergiste
- Florin Scărlătescu
- Nicolae Secăreanu : le comte italien, père de Carlotta

## À la recherche du public perdu…
Le film de Borderie n’est pas un film de cape et d’épée car l’action se déroule à la fin du XVIIIe siècle, après la Révolution française, c’est-à-dire bien plus tard que sous les règnes de Louis XIII à Louis XV, époques privilégiées pour ce genre cinématographique illustré par Le Bossu.
Donc, ce n’est pas un film destiné au jeune public habituel des années 1960 pour ce genre de film d’action. Car, même si on fait abstraction de l’emploi par les personnages de quelques « gros mots » ou de la présence de scènes chastement dénudées de l’héroïne, cette fiction ne montre pas pour exemple les valeurs vertueuses de loyauté, de droiture, d’intégrité, d’héroïsme telles que défendues, avec panache et élégance, par des personnages comme Henri de Lagardère ou D’Artagnan. Ce n’est pas le public du Capitan qui ira voir ce film,.
Ce n’est pas plus un film historique car si le préambule de l’action s’ouvre bien sur un fait historique à savoir la 1re campagne d’Italie du général Bonaparte, les événements que vont vivre les personnages se déroulent selon une chronologie historique anecdotique, peu réaliste, voire contestable.
Donc, ce n’est pas un film destiné à un public d’adultes car cette fois le scénario de Borderie et les dialogues de Cécil Saint-Laurent font que l’intrigue du récit est un peu mince pour un public plus âgé. Le mental psychique des deux capitaines, tant par leurs comportements, leurs idées, leurs sentiments, est plutôt celui de grands adolescents. On nous les présente que comme des énergumènes assez portés sur l’alcool, bagarreurs, machistes et trousseurs de jupons. Ces deux officiers sont un peu la honte de leur armée étant en plus considérés comme déserteurs.
Certes le personnage de Carlotta, dit « la garce !», est bien le portrait d’une femme forte, folâtre qui se joue de la gent masculine, attrapant dans ses filets les deux compères pour se venger de leur manque d’éducation, les menant par le bout du nez avec bonheur, mais l’usage de sa plastique pour faire tourner la tête des hussards dans des scènes redondantes à l’érotisme bridé, cachant ses seins qu’on ne saurait voir dans des scènes naturelles de bain, frise le ridicule. Ce n’est pas en montrant le haut facilement à la demande que l’on développe une grande sensualité.
C’est assurément un film d’aventure en costumes d’époque plutôt assez bien réalisé par Borderie, le créateur de la série Angélique. Son film n’est ni bon ni mauvais mais c’est un film convenu, du déjà vu, répétitif qui ne révèle aucune innovation. On le voit sans émoi !
Du côté des interprètes il y a des déceptions avec le trio principal. Si Jean Marais, « l’éternel retour », joue avec son énergie habituelle, Sydney Chaplin, qui n’a pas vraiment entrepris une carrière cinématographique conséquente, est certes un bel homme mais assez égaré dans cette entreprise. Soyons franc, c’est un médiocre acteur. Il est parfois difficile d’assumer sa filiation ! De même, Marilù Tolo n’est pas désagréable à voir et son personnage possède le piquant nécessaire mais pas suffisant pour défendre ce rôle d’héroïne avec éclat. N’est pas Marilyn qui veut ! Du côté du personnage comique, le jeune Guy Bedos joue modestement un soldat bègue, craintif et un tant soit peu idiot, un rôle dans lequel l’acteur n’a pas su démontrer son talent comme il se devrait. N’est pas Bourvil qui veut !
Le film a été vu par plus de 7 millions de spectateurs en Roumanie, où a eu lieu le tournage durant l’été 1966, pour des raisons d’économies budgétaires, dans les Studios Buftea et au Palais de Mogoșoaia, avec de nombreux acteurs et figurants roumains. Ce fut un beau moment d’équilibre dans les relations franco-roumaines, sous le régime socialiste de l’époque, comme ce sera le cas en 1971 pour « Les mariés de l’an II ».
Cependant le film a été un échec commercial en France. Car en définitive, ce film anachronique ne convenant à personne, a donc logiquement été sanctionné par le public avec selon le Box-office France 1967 : 667 086 entrées et à la 67e place du classement.
Sans aucun doute, l’échec du film a desservi la carrière de Jean Marais car malgré la sortie deux semaines plus tard du troisième volet de Fantômas  avec l’heureuse présence de l’acteur de Funès, ce qui permettra à l’acteur Marais d’espérer retrouver son public, nous savons maintenant que c’était bien le crépuscule de sa carrière cinématographique à succès. Son retour sur les scènes de théâtre allait lui être plus réconfortant.